# Bodianus axillaris
Bodianus axillaris är en fiskart som först beskrevs av Bennett 1832.  Bodianus axillaris ingår i släktet Bodianus och familjen läppfiskar. IUCN kategoriserar arten globalt som livskraftig. Inga underarter finns listade.

## Bildgalleri

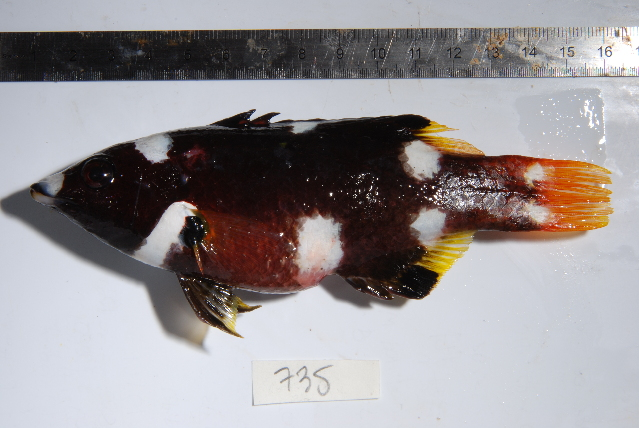
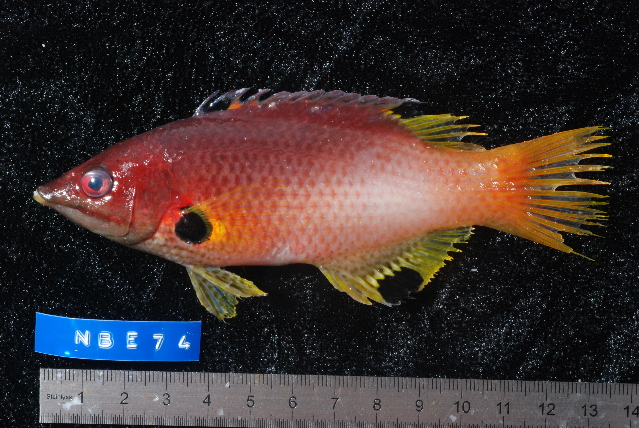
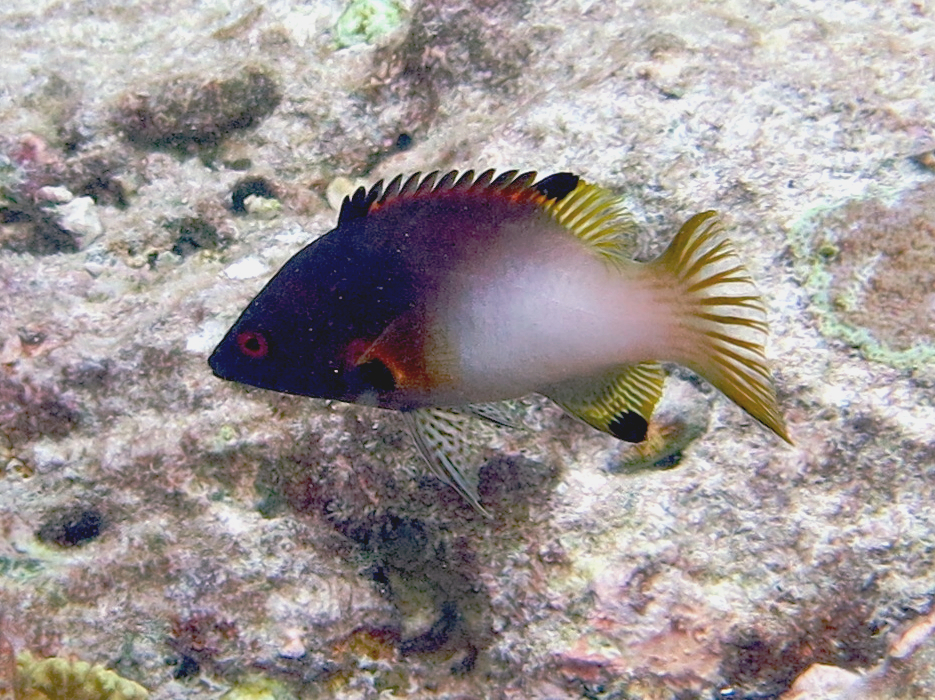